# Yaşar Kemal
Yaşar Kemal (egentligen Kemal Sadık Gökçeli), född 6 oktober 1923 i Gökçedam i Osmaniye i Turkiet, död 28 februari 2015 i Istanbul, var en turkisk författare med kurdiskt påbrå. Han var en av landets ledande författare och föreslogs under sin livstid som mottagare av nobelpriset i litteratur – inte minst på grund av sin debutroman Låt tistlarna brinna (originaltitel İnce Memed – 'Magre Memed'). Många av Kemals verk har översatts till olika språk, bland annat svenska och engelska.

## Biografi

### Tidiga år
Yaşar Kemal hade kurdiska rötter. Han växte upp i södra Anatolien, i området kring Adana.
Kemal förlorade sitt öga i samband med en fårslakt, och hans far mördades av sin fosterson när Yasar var fem år. Dessa traumatiska händelser ledde till att han fick talsvårigheter, vilka pågick tills han fyllde 12.
Efter sju års studier tog han arbete som jordbruksarbetare, vakt vid risfält, soldat och offentlig brevskrivare. 1951 blev han anställd som reporter för en tidning i Istanbul. Han gifte sig med Thilda Serrero 1952 som han fick ett barn tillsammans med.

### Författarkarriär
1952 publicerades Kemals första bok, novellsamlingen Sarı Sıcak, ('Gul hetta'). Tre år senare kom hans första roman – İnce Memed ('Magre Memed') – som kom att göra honom internationellt känd. Boken översattes 1970 till svenska under titeln Låt tistlarna brinna. Berättelsen om Magre Memed fortsattes i ytterligare 2-3 volymer, 1969 (till svenska 1973) och 1984 (till svenska 1987 och 1989).

### Vistelse i Sverige
Efter en fängelsevistelse på grund av sina kommunistiska sympatier kom han till Sverige 1977. Ett år efter Serreros död 2001 gifte han om sig med Semiha Baban. I Sverige har han fortsatt med sitt författarskap.

### Senare år och död
Februari 2015 avled Yaşar Kemal på ett sjukhus i Istanbul, efter en kortare tids sjukdom.

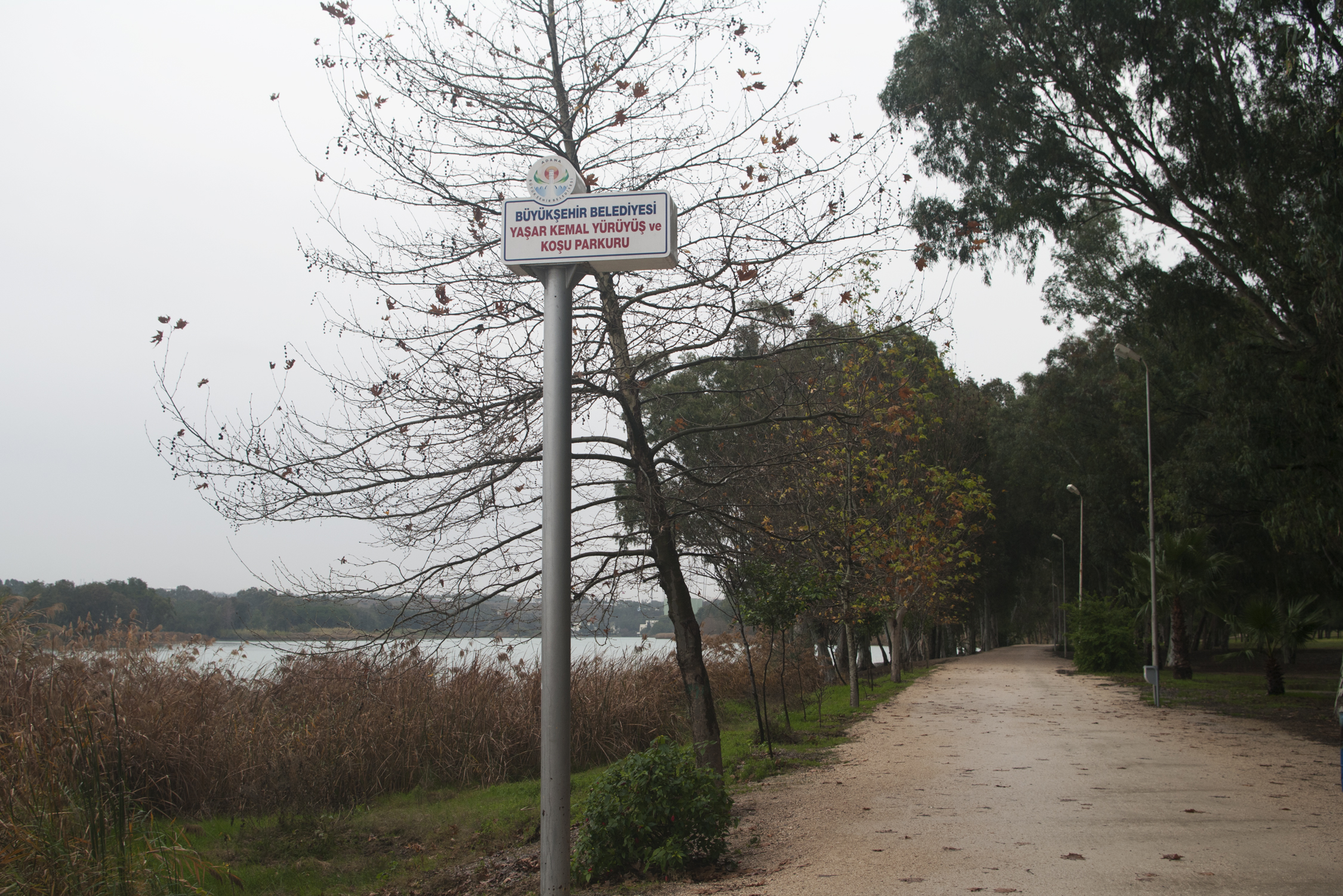
I Adana, nära Yaşar Kemals födelseort, är en parkväg (Yaşar Kemal Yürüyüş ve Koşu Parkuru) uppkallad efter honom.

### Översättningar till svenska
(Översatta från engelska av Tora Palm och utgivna på Gidlunds förlag, om ej annat anges)
- Bomullsvägen (Ortadirek) (1968)
- Låt tistlarna brinna! (İnce Memed) (1970)
- Jord av järn, himmel av koppar (Yer demir, gök bakir) (1971)
- En smutsig historia och andra berättelser (Ur Bütün hikâyeler) (1972)
- Och de brände tistlarna (Ince Memed. 2) (1973)
- Araratbergets legend (Agri dagi efsanesi) (1974)
- Gräset som aldrig dör (Ölmez Otu) (1975)
- De tusen tjurarnas berg (Bin bogalar efsanesi) (översättning från engelska Mårten Edlund, 1976)
- Mordet på smedernas torg (Demirciler çarşisi cinayeti) (översättning från engelska Mårten Edlund, 1977)
- Elefanternas sultan och den rödskäggiga halta myran (Filler sultanı ile kırmızı sakallı topal karınca) (översättning [från engelska] Jadwiga P. Westrup, 1978)
- Med dina ögon, Salih! (Al gözüm seyreyle Salih) (översättning [från engelska] Kerstin Gustafsson, 1980)
- Och fåglarna flög (Kuşlar da gitti) (översättning [från engelska] Katja Waldén, 1982)
- Yusuf, lille Yusuf (Yusufcuk Yusuf) (översättning Ingvar Rydberg, 1983)
- Ormen skall dö (Yilani Öldürseler) (översättning [från engelska] Katja Waldén, 1984)
- Vredgat hav (Deniz küstü) (översättning [från engelska] Mårten Edlund, 1985)
- Magre Memeds hämnd (Ince Memed. 3) (översättning [från franska] Mats Löfgren, 1987)
- Hav av eld (Ince Memed. 4) (översättning [från franska] Mats Löfgren, 1989)
- Hittebarnet (Yagmurcuk kusu kimsecik) (Ordfront, 1998)
- Myrornas ö (Firat suyu kan akiyor baksana) (Ordfront, 2003)

### Bearbetningar (översatt till svenska)
Nedanstående är en serieversion av Låt tistlarna brinna, utgivet som två album i översättning av Ingrid Emond.
- 1989 – Kemal, Yaşar; Gülgeç Ismail. Låt tistlarna brinna. Balladen om Magre Memed ; 1. Stockholm: Carlsen Comics. ISBN 91-510-6072-8
- 1990 – Kemal, Yaşar; Gülgeç Ismail. Rövare i tistlarnas land. Balladen om Magre Memed ; 2. Stockholm: Carlsen Comics. ISBN 91-510-4983-X

## Priser och utmärkelser
- Friedenspreis des Deutschen Buchhandels 1997
- Monismanienpriset 1997
- Stig Dagermanpriset 1997[5]
- Bjørnsonpriset 2013